# Józef Kluska
Józef Kluska pseud. Kanonier, Długi (ur. 13 marca 1909 w Bielsku, zm. 8 sierpnia 1943 k. Gilowic) – działacz Komunistycznego Związku Młodzieży Polskiej, członek kierownictwa Koła Przyjaciół ZSRR, organizator Polskiej Partii Robotniczej i Gwardii Ludowej w okręgu bielskim.
Ukończył 3 klasy gimnazjum, po czym pracował najpierw w sklepie, potem jako pomocnik murarski, w końcu jako urzędnik. Działacz „Czerwonego Harcerstwa”, od 1935 działacz KZMP. W 1938, po rozwiązaniu Komunistycznej Partii Polski i KZMP, wstąpił do Polskiej Partii Socjalistycznej. Od 1940 był członkiem bielskiego kierownictwa Koła Przyjaciół ZSRR, a następnie jednym z najaktywniejszych organizatorów PPR oraz garnizonów i oddziałów partyzanckich GL w Bielsku i okolicy. Wchodził w skład Komitetu Okręgowego PPR i redagował okręgową prasę konspiracyjną (współredaktor „Trybuny Śląskiej”). Od czerwca 1943 był zastępcą dowódcy oddziału partyzanckiego, który zorganizował wspólnie z Leonem Laskiem. Jednocześnie był członkiem Sztabu Okręgu GL. Opracowywał i rozpowszechniał antyhitlerowskie ulotki w języku niemieckim. Został zabity przez NSZ w okolicy Gilowic.
Pośmiertnie awansowany do stopnia kapitana i odznaczony Krzyżem Walecznych. Jego imieniem nazwano Zakłady Przemysłu Wełnianego w Bielsku-Białej i jedną z ulic w tym mieście (obecnie NMP Królowej Polski). Obie nazwy zostały zmienione po 1989 roku. 